# Pseudolaelia maquijiensis
Pseudolaelia maquijiensis är en orkidéart som beskrevs av M.Frey. Pseudolaelia maquijiensis ingår i släktet Pseudolaelia och familjen orkidéer. Inga underarter finns listade i Catalogue of Life.